# Borís Tixin
Borís Tixin   (Moscou, 2 de gener de 1929 - 28 d'agost de 1980) va ser un boxejador rus que va competir sota bandera soviètica durant la dècada de 1950.
El 1952 va prendre part en els Jocs Olímpics d'Estiu de Hèlsinki, on guanyà la medalla de bronze en la categoria del pes superwèlter del programa de boxa. En semifinals va perdre contra Theunis van Schalkwyk, posterior campió olímpic. En el seu palmarès també destaca una medalla de bronze al Campionat d'Europa de boxa de 1953 i tres campionats soviètics, entre el 1951 i 1953.